# Sigurður Breiðfjörð
Sigurður Breiðfjörð (4 de março de 1798 – 1846) foi um poeta islandês. Ele aprendeu tonelaria durante quatro anos em Copenhagen e trabalhou como um toneleiro na Islândia e Groenlândia. Ele era um poeta tradicional popular, conhecido por seus ciclos rímur. Núma rímur é seu trabalho mais conhecido.